# Trainspotting (hobby)

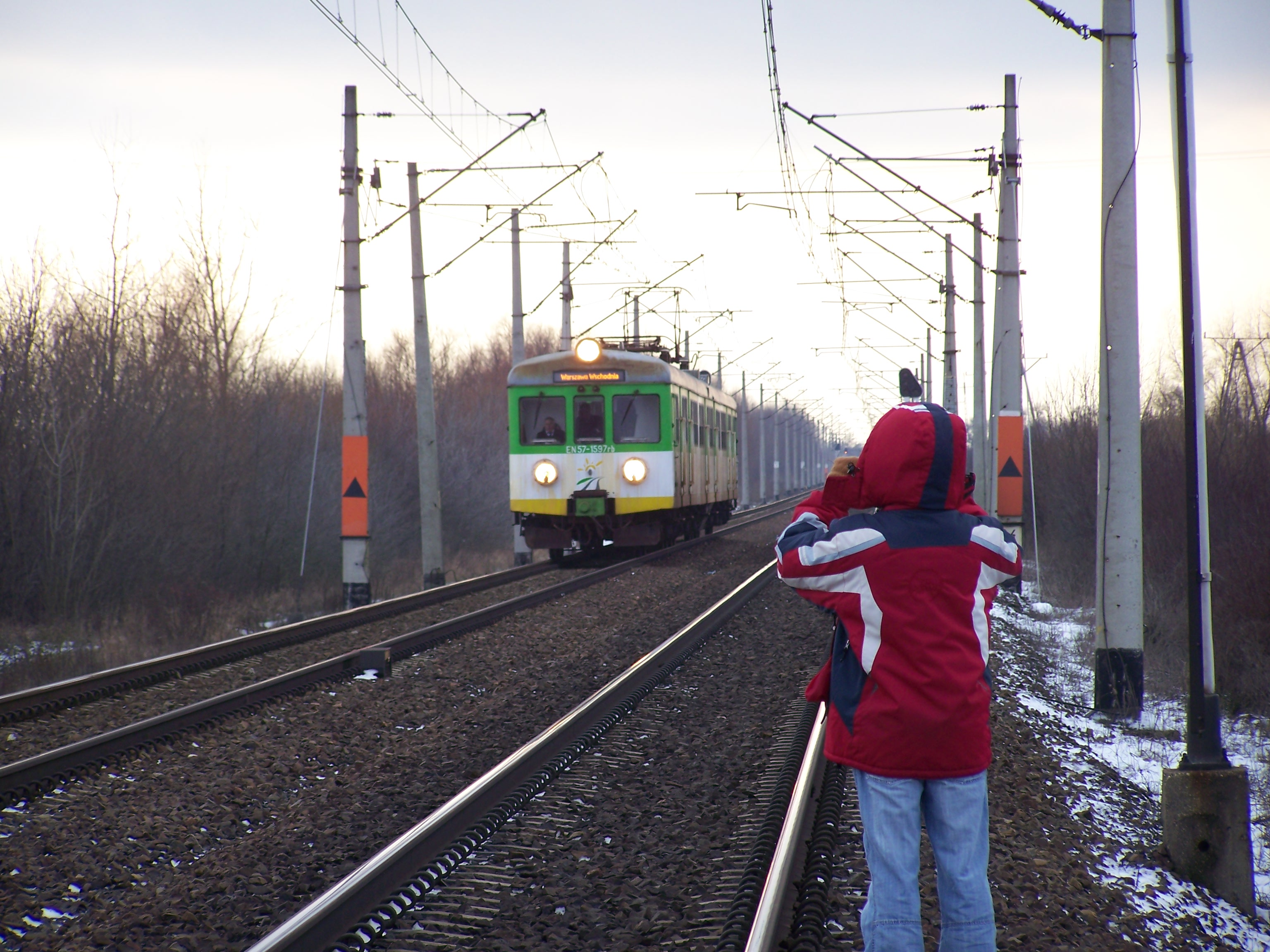
Fotografowanie EN57

Trainspotting (ang. train – pociąg, spot – zauważać, dostrzegać), hobby polegające na wyczekiwaniu i rejestrowaniu numerów zespołów trakcyjnych, czy też lokomotyw (czasami także numerów wagonów) pociągów przyjeżdżających i odjeżdżających z danej (bądź wielu) stacji kolejowej oraz czasu ich zjawienia się. Hobby to jest popularne przede wszystkim w Wielkiej Brytanii, skąd też się wywodzi. Obecnie szerzej rozpowszechnioną formą trainspottingu jest rejestrowanie danego taboru poprzez fotografowanie czy też nagrywanie, a następnie umieszczanie na stronach WWW, co jest zauważalne poprzez liczbę stron tzw. galerii kolejowych. W Polsce, osoby interesujące się tym hobby, często są określane mianem "miłośnika kolei" lub skrótem tego terminu, jakim jest "mikol".